# リーエン
リーエン（英: lien）は、英米法における担保権の一種。日本の民法の留置権または先取特権に類似する。

## 分類

### コモン・ロー上のリーエン
コモン・ロー上のリーエン（legal lien）の場合、債権者が目的物の占有を取得し、債務者が弁済するまで目的物を留置できる。日本の民法の留置権に相当する。コモン・ロー上のリーエンは対世的な効力をもつ。本来、売却権はないが制定法で例外的に認められている場合がある。

### エクイティ上のリーエン
エクイティ上のリーエン（equitable lien）の場合、債権者は目的物の占有を取得しないが、売却命令を得れば目的物の代金を債務の弁済に充当することができる。日本の民法の先取特権に相当する。エクイティ上のリーエンはコモン・ロー上の権利を善意有償で取得した者には対抗できない。